# 中华桫椤
中华桫椤（学名：Alsophila costularis）也称微刺桫椤，为桫椤科桫椤属下的一个种。模式标本采自云南。